# Curren$y
Curren$y, pseudonimo di Shante Scott Franklin (New Orleans, 4 aprile 1981), è un rapper statunitense.

## Biografia
Originario di New Orleans (Louisiana), inizia la sua carriera nel 2002 con la No Limit Records diventando membro dei 504 Boyz. Collabora con Master P nell'album Good Side, Bad Side (2004).
Nel 2004 ha firmato un contratto con la Cash Money Records e con la Young Money Entertainment. Collabora con Lil Wayne in Tha Carter II.
Nel 2009 pubblica i suoi primi due album discografici. Collabora con Wiz Khalifa in Deal or No Deal (2009) e, nel 2011, in Rolling Papers.
Nel luglio 2010 esce il suo terzo disco Pilot Talk, a cui partecipano tra gli altri Snoop Dogg, Mos Def e altri. Nel novembre dello stesso anno (il quarto album in due anni) esce Pilot Talk II, prodotto come il precedente da Ski Beatz.
Nel febbraio 2011 annuncia il suo legame alla Warner Bros. Records attraverso la Jet Life Recordings. Nell'aprile seguente esce Weekend at Burnie's, il suo quinto album.
Nel giugno 2012 è la volta di The Stoned Immaculate, album che raggiunge la posizione numero 8 della Billboard 200. Nel 2013 produce Live in Concert, un EP in collaborazione con Wiz Khalifa, rapper con cui collabora nuovamente nell'album del 2014 Blacc Hollywood.

## Discografia

### Album in studio

#### Solisti
- 2009 - This Ain't No Mixtape
- 2009 - Jet Files
- 2010 - Pilot Talk
- 2010 - Pilot Talk II
- 2011 - Weekend at Burnie's
- 2012 - The Stoned Immaculate
- 2015 - Pilot Talk III
- 2015 - Canal Street Confidential
- 2019 - Back at Burnie's
- 2021 - Collection Agency
- 2021 - Still Stoned on Ocean
- 2021 - Pilot Talk IV

#### In collaborazione
- 2011 - Covert Coup (con The Alchemist)
- 2011 - Jet World Order (con Jet Life)
- 2012 - Muscle Car Chronicles (con Sean O'Connell)
- 2012 - Jet World Order 2 (con Jet Life)
- 2018 - Fetti (con The Alchemist & Freddie Gibbs)
- 2019 - 2009 (con Wiz Khalifa)
- 2019 - Gran Turismo (con Statik Selektah)
- 2019 - Pheno Grigio (con Berner)
- 2019 - Plan of Attack (con Trademark da Skydiver e Young Roddy)
- 2020 - The Tonite Show with Curren$y (con DJ Fresh)
- 2020 - Spring Clean (con Fuse)
- 2020 - The OutRunners (con Harry Fraud)
- 2020 - The Director's Cut (con Harry Fraud)
- 2020 - Welcome to Jet Life Recordings (con Jet Life)
- 2021 - Welcome to Jet Life Recordings 2 (con Jet Life)
- 2021 - Highest in Charge (con Trauma Tone)
- 2021 - Matching Rolexes (con Kino Beats)
- 2022 - Continuance (con The Alchemist)
- 2022 - Spring Clean 2 (con Fuse)

### EP
- 2012 - Here...
- 2012 - #The1st28 (con Styles P)
- 2012 - Cigarette Boats (con Harry Fraud)
- 2013 - Live in Concert (con Wiz Khalifa)
- 2014 - Saturday Night Car Tunes
- 2014 - More Saturday Night Car Tunes
- 2015 - Even More Saturday Night Car Tunes
- 2015 - Cathedral (con Chase N. Cashe)
- 2016 - Bourbon Street Secrets (con Purps)
- 2016 - The Legend of Harvard Blue
- 2016 - Stoned on Ocean
- 2016 - Revolver (con Sledgren)
- 2017 - The Jetlanta EP (con Cornerboy P e T.Y.)
- 2017 - The Motivational Speech EP (con Lex Luger)
- 2018 - Parking Lot Music
- 2018 - Air Freshna
- 2018 - The Marina (con Harry Fraud)
- 2019 - Umbrella Symphony (con LNDN Drugs and Jay Worthy)
- 2019 - Hot August Nights
- 2019 - Hot August Nights Forever
- 2019 - Prestige Worldwide (con Smoke DZA)
- 2020 - 3 Piece Set
- 2020 - Smokin' Potnas (con Fendi P)
- 2020 - The Green Tape (con Cardo)
- 2020 - Bonus Footage (con Harry Fraud)
- 2021 - Financial District
- 2021 - Regatta (con Harry Fraud)
- 2021 - Land Air Sea (con Cash Fargo)
- 2022 - Land Air Sea (Chopped Not Slopped) (con Cash Fargo)
- 2022 - The 8 Ball Jacket
- 2022 - The 8 Ball Jacket 2

### Mixtape
- 2004 - Sports Center, Vol. 1
- 2005 - Welcome Back
- 2005 - Young Money: The Mixtape, Vol. 1 (Disc 1) (con Lil Wayne, Mack Maine e Boo)
- 2005 - Young Money: The Mixtape, Vol. 1 (Disc 2) (con Lil Wayne, Mack Maine e Boo)
- 2007 - Life at 30,000 Feet
- 2008 - Independence Day
- 2008 - Higher than 30,000 Feet
- 2008 - Welcome to the Winner's Circle
- 2008 - Fear and Loathing in New Orleans
- 2008 - Super Tecmo Bowl
- 2008 - Fast Times at Ridgemont Fly
- 2008 - Fin...
- 2009 - Kicks, Video Games, Movies & Chicks
- 2009 - How Fly (con Wiz Khalifa)
- 2010 - Smokee Robinson (con Don Cannon)
- 2011 - Return to the Winner's Circle
- 2011 - Jet Life to the Next Life (con Trademark da Skydiver e Young Roddy)
- 2011 - Verde Terrace (Host di DJ Drama)
- 2012 - Priest Andretti
- 2012 - 3 Piece Set: A Closed Session (con Young Roddy)
- 2013 - New Jet City
- 2013 - Red Eye (con Jet Life)
- 2013 - Bales (con Young Roddy)
- 2013 - The Stage (con Smoke DZA e Harry Fraud)
- 2014 - The Drive in Theatre
- 2014 - Organized Crime (con Jet Life)
- 2014 - Audio D (con Jet Life)
- 2014 - World Wide Hustlers (con Jet Life)
- 2016 - The Owners Manual
- 2016 - The Carrollton Heist (con The Alchemist)
- 2016 - Weed & Instrumentals
- 2016 - Weed & Instrumentals 2
- 2016 - Andretti 9/30
- 2016 - Andretti 10/30
- 2016 - Andretti 11/30
- 2016 - Andretti 12/30
- 2017 - Jet Life All-Stars (con Jet Life)
- 2017 - The Fo20 Massacre
- 2017 - The Champagne Files
- 2018 - The Spring Collection
- 2018 - Fire in the Clouds
- 2018 - Weed & Instrumentals 3
- 2022 - The Drive in Theatre, Part 2